# Bowling
Bowling [bouling] je halový sport, ve kterém se hráč snaží hozenou koulí srazit co možná nejvyšší počet kuželek na konci dráhy. Hra v současné podobě vznikla v polovině 19. století, avšak jejího předchůdce lze nalézt již ve 4. tisíciletí před naším letopočtem. Ačkoliv je hra podobná kuželkám, jsou mezi oběma sporty odlišnosti. Pro hraní bowlingu je třeba mít bowlingovou dráhu s deseti kuželkami, specifickou bowlingovou kouli a vhodné jsou i speciální boty. V kuželkách je na dráze jen devět kuželek a liší se i koule.
Během bowlingové hry hází hráč v deseti kolech na kuželky a snaží se je všechny porazit. Pokud se mu to nepovede prvním hodem daného kola, má k dispozici ještě hod druhý. V případě, že v posledním – desátém – kole shodí nejpozději druhým hodem kuželky všechny, hází v tomto kole ještě potřetí. Za celou hru lze získat maximálně 300 bodů, přičemž se počítají poražené kuželky a navíc, v případě poražení všech kuželek, existují bodové bonifikace. V bowlingu se pořádají turnaje, a to jak v celosvětovém měřítku, tak v měřítku kontinentálním či národním. V České republice se hráči bowlingu sdružují v České bowlingové asociaci.
Výhodou bowlingu je skutečnost, že neklade výrazné fyzické omezení na hráče, takže se v něm mohou vzájemně poměřovat jak mladší, tak i starší hráči. Díky rychlému střídání hráčů na dráze má hra napětí a spád, neboť hráči mohou vzájemně porovnávat své průběžné výsledky a aktuální bodové zisky. Jedná se o sport pohodlný a bezpečný a díky skutečnosti, že se jeho zápasy konají v krytých prostorech, i nezávislý na případné nepřízni počasí.

## Historie

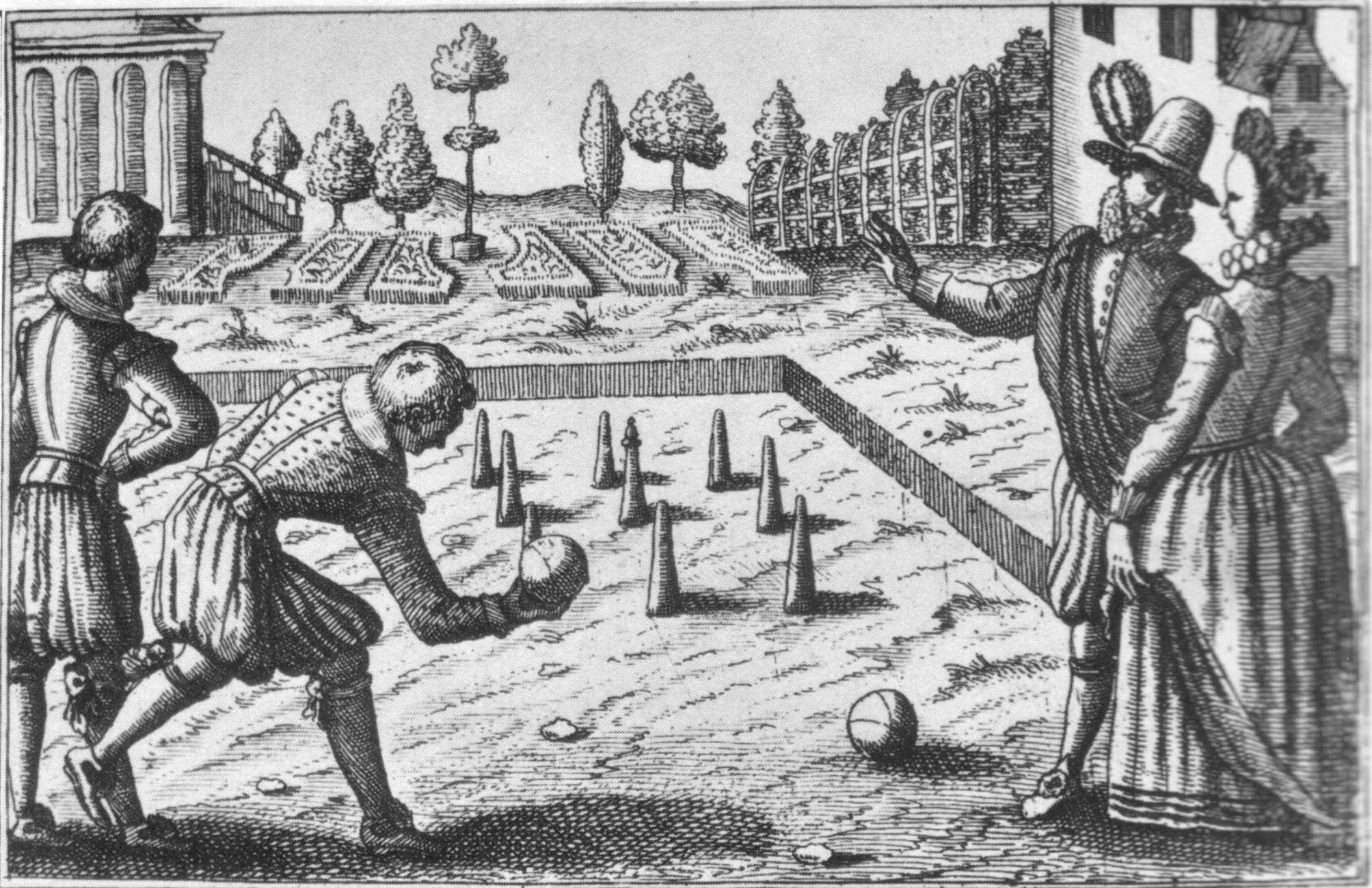
Kuželky, předchůdce bowlingu, v 16. století

Předměty připomínající kouli a kuželky, tedy propriety potřebné ke kuželkám, předchůdci bowlingu, byly roku 1930 nalezeny během vykopávek v Egyptě britským antropologem Sirem Flindersem Petriem v dětském hrobě. Pocházely přibližně z období 3200  let před naším letopočtem. Německý dějepisec William Pehle ovšem tvrdí, že bowling pochází z území dnešního Německa z období okolo roku 300 našeho letopočtu. Hra tehdy byla součástí náboženského obřadu a o těch, kterým se podařilo kuželky srazit, se říkalo, že mají dobrou povahu. Ti, jimž se to nepovedlo, museli učinit pokání. Ve středověku se hra rozšířila v Anglii do té míry, že král Eduard III. roku 1366 kuželky údajně zakázal, aby muže neodpoutávaly od tréninku lukostřelby, populární byla i za panování Jindřicha VIII. (1509–1547). Kuželky se rozšířily i do dalších zemí Evropy (hrál je například také německý teolog Martin Luther). V každé ze zemí se však používala mírně odlišná pravidla.
Díky zámořským objevům a kolonizaci Ameriky se kuželky dostaly i za oceán. Zde je hráli osadníci pocházející z Anglie, Německa či Nizozemí. První zmínka o hře ve vážné americké literatuře se objevila v povídce Rip Van Winkle Washingtona Irvinga, ve které titulního hrdinu probudil zvuk padajících kuželek. Prvním dlouhodobějším hřištěm na území Spojených států bylo pravděpodobně travnaté hřiště v prostorách „New York's Battery area“ (vojenské baterie) v dnešním centru New Yorku. To místo je dnes nazýváno „Bowlingový trávník“.
V roce 1841 byl v Connecticutu vydán zákon, který kuželky zařadil mezi zakázané hazardní hry. Protože zákon hovořil o hře s devíti kuželkami, hráči ho obešli přidáním jedné kuželky navíc, dále se upravil jejich rozměr a rozestavení, pozměnily se též průměr a hmotnost koule, na dráhu se položily parkety a hra se přejmenovala na „bowling“. Protože se jako časté výmluvy prohrávajících objevovaly stížnosti na špatnou údržbu venkovních bowlingových drah, začali vlivní průmysloví magnáti instalovat bowlingové dráhy do krytých budov. Nejprve tyto herny sloužily pro potěšení svých majitelů, avšak postupně se otevřely veřejnosti, čímž se zvýšila popularita celé hry. V některých amerických státech (například New York, Ohio nebo Illinois) se na přelomu 18. a 19. století stal bowling převládajícím sportem. Mezi jednotlivými americkými státy ovšem nebyly rozměry bowlingových koulí či kuželek totožné. Proto se restauratér Joe Thum rozhodl pro jejich standardizaci a zároveň vytvořil i americkou reprezentaci, jejíž hráči se rekrutovali z různých bowlingových klubů. V září 1895 vznikl v newyorské Beethoven Hall „Americký bowlingový kongres“ (v originále American Bowling Congress), který téhož roku vydal první pravidla bowlingu. Ženy začaly bowling hrát později (až ve druhé polovině 19. století) a v roce 1917 (dle některých zdrojů již 1916) v St. Louis založily ženský mezinárodní kongres, protože v té době již existující „Americký bowlingový kongres“ totiž sdružoval pouze muže. Předseda ženského kongresu Dennis Sweeney vyzval nejlepší hráčky ženské ligy k uspořádání bowlingového turnaje a následnému založení „Ženského národního bowlingového kongresu“ (v originále Women's National Bowling Congress).
Rozvoji bowlingu napomohl rozvoj technologie herních potřeb. Koule (či spíše míče) se do té doby vyráběly z velmi tvrdého dřeva, které v roce 1905 vystřídala první bowlingová koule „Evertrue“, na níž v roce 1914 navázala koule vyvinutá firmou „Brunswick Corporation“ z velmi kvalitní pryže. Jiné materiály se začaly používat i na povrchy drah. Průlom znamenal též vynález automatického zvedače a stavěče kuželek od Gottfrieda Schmidta, který tento svůj patent předal firmě American Machine & Foundry Company (AMF). Ta provedla jeho první instalaci v roce 1951 v Michiganu a o rok později byla produkce modelů zahájena. Roku 1950 začala rozhlasová stanice NBC jako první vysílat rozhlasové reportáže z „Championship Bowling“. Zpravodajství se objevovalo v pořadech „Make That Spare“, „Celebrity Bowling“ a „Bowling For Dollars“. Po vzniku a rozšíření televize přišla stanice ABC s prvním přenosem bowlingového zápasu „Pro Bowlers Association“ (1961). Rozšíření bowlingu do médií mělo vliv na zvýšení náklonnosti a zájmu Američanů o tento sport.
Ze Spojených států amerických se bowling začal postupně rozšiřovat do dalších zemí světa. Pomohly tomu i bowlingové soutěže. První mistrovství světa amatérů v bowlingu se konalo v roce 1923 a od té doby probíhá každé čtyři roky. Dříve se šampionáty žen i mužů konaly společně, avšak kvůli velkému rozmachu bowlingu a omezené kapacitě heren (byť se soutěže hrály v hernách se 30, 40 i více drahami) bylo nutné tyto soutěže rozdělit. Každý sudý rok mají svou soutěž muži, každý lichý rok ženy. Mezinárodní soutěže mají též junioři a hráči mladších věkových kategorií. Navíc vznikly i profesionální ligy, a to jak v Americe, tak v Evropě („Evropská tour“). Byť má bowling ve světě daleko více příznivců a hráčů než třeba curling nebo moderní pětiboj (hraje ho téměř 100 milionů lidí ve více než 90 zemích světa), součástí olympijských her zatím není.
Česká republika dříve patřila v kuželkách ke světovým velmocem. Přesto však je zde bowling, tedy hra kuželkám podobná, poměrně mladým sportem, neboť první bowlingová centra se začala objevovat až po Sametové revoluci v první polovině 90. let 20. století. Jejich síť se ale rychle rozšiřuje a také hráčů přibývá. Začaly se pořádat první komerční turnaje a v roce 1997 se uskutečnilo první mistrovství republiky, které se od té doby pořádá každým rokem.

## Rozdíl mezi bowlingem a kuželkami

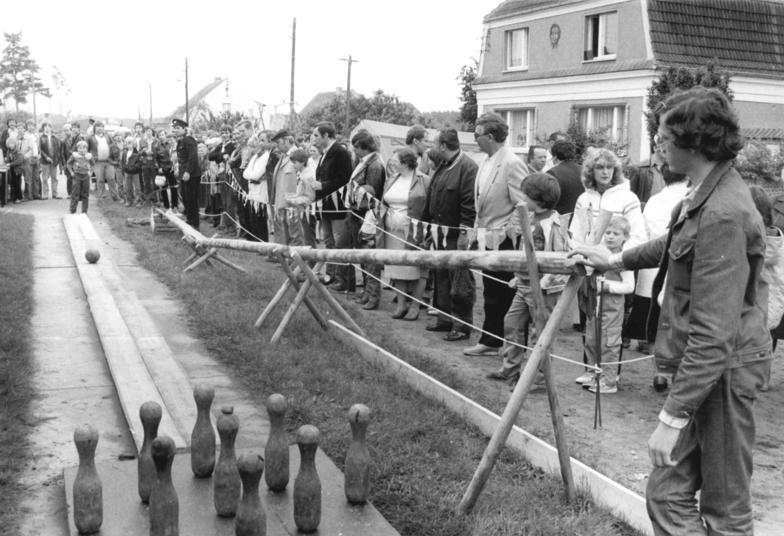
Momentka z kuželkářského zápasu

Byť je bowling velmi podobný klasickým kuželkám, neboť v obou hrách je snahou hráče shodit hodem co možná nejvíce kuželek, existuje mezi oběma hrami několik rozdílů. V bowlingu je na dráze postaveno 10 kuželek do obrazce tvaru trojúhelníku, který směřuje jedním hrotem k hráči. V kuželkách se hraje pouze s devíti kuželkami, jež jsou sestaveny do obrazce kosočtverce a kuželky jsou oproti bowlingovým větší. Bowlingové koule jsou větší než koule kuželkové, mají tři otvory a jsou polyuretanové nebo reaktivní polyuretanové s excentrickým jádrem, které zajistí, že vypuštěná koule nepoběží po dráze přímo, ale během svého pohybu se z přímého směru vychýlí a snáze porazí vyšší počet kuželek (je ovšem obtížnější kouli při hodu vypustit tak, aby dosáhla optimálního vychýlení). Všechny koule mají sice striktně daný totožný průměr, ale vzájemně se liší svojí hmotností. Kuželková koule má průměr 160 ± 0,5 mm, je hladká, nemá otvory a váží vždy v rozmezí 2,818 až 2,871 kg. S ohledem na větší velikost koulí i kuželek je v bowlingu mnohem snazší shodit všechny kuželky jednou ranou.
Tím, že je bowlingová dráha pevná, umožňuje házet koule až několik metrů za koncovou čáru odhozu. U kuželek jsou dráhy ze saduritu, a proto jsou sice tvrdé, ale zároveň také křehké, takže kouli není možné na dráhu házet, nýbrž je nutné ji pokládat, aby se ve chvíli vstupu z rozběhového prostoru na dráhu (tedy před čárou odhozu) již valila. To činí kuželky fyzicky náročnější a jejich hru namáhavější. Při bowlingu je navíc u hráčů obvykle vyžadována speciální obuv. Tato podmínka u kuželek neplatí a lze je tedy hrát v jakékoliv sportovní obuvi.
Kuželky se od bowlingu liší též systémem hry. V kuželkách hraje na dráze jen jeden hráč a to tak dlouho, dokud nenahází stanovený počet hodů (25, 50, ale někdy i více). Naproti tomu v bowlingu se hráči střídají po jednom nebo dvou hodech, čímž má hra daleko větší spád a napětí, protože si hráči mohou okamžitě porovnávat své výsledky s ostatními soupeři. Liší se také počítání shozených kuželek. Zatímco v kuželkách se započítávají jen ty kuželky, které skutečně spadnou, v bowlingu je možné získat navíc bonusové body za shození všech kuželek.

## Potřebné náležitosti a vybavení ke hře
Bowling se hraje v halách na dráze, na které stojí deset kuželek postavených do tvaru rovnostranného trojúhelníka, jehož jeden vrchol směřuje k hráči. Kuželky se hráč snaží srazit hozením koule. Hru je obvykle nutné (na oficiálních turnajích či ve většině bowlingových heren) hrát ve speciální obuvi a je možné využívat i další vybavení a doplňky.

### Dráha

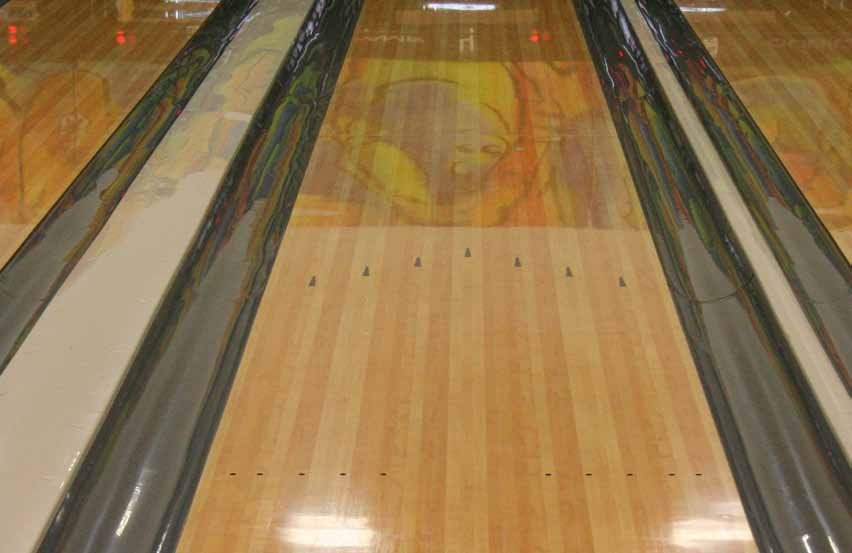
Zvýrazněné parkety a body na dráze usnadňující míření na kuželky

Označování pozic kuželek v bowlingu

Dráha je obdélníkového tvaru o délce 62 stop 10 3/16 palců (tj. 19 156 mm) (měřeno od čáry přešlapu ke konci dráhy), přičemž mezi čárou přešlapu a středem první kuželky (kuželky číslo 1) musí být vzdálenost 60 stop ±½ palce (18 288 ±13 mm). Šířka dráhy je 41 ½ palců ±½ palce (1 054 ±12,7 mm). Vyrovnaná musí být na 0,040 palce (1 mm). Je vyrobená ze dřeva nebo umělé hmoty a skládá se z 39 až 42 tenkých podélně položených pásů, které jsou navíc pro lepší rozpoznání střídavě světle a tmavě zbarveny. Na jedné kratší straně dráha plynule navazuje na prostor rozběžiště, který má délku nejméně 4,57 m a od kterého je oddělena čárou přešlapu (anglicky Foulline). Na opačném konci jsou sestaveny kuželky do předepsaného tvaru. Po delších stranách jsou žlábky (anglicky gutters) o šířce 9,25 palce ±¼ palce (tj. přibližně 23,5 cm) a hloubce 1,875 palce (tedy asi 4,8 cm), do kterých koule spadne, jestliže se neudrží na dráze. Žlábkem je koule – aniž by některé kuželky srazila – dopravena do prostoru za kuželkami, odkud ji stroj vrátí zpět do podavače koulí, aby byla k dispozici pro další hod. Navíc je možné podél dráhy (těsně na její hranici se žlábky) nechat zvednout takzvané bumpery podobající se malým mantinelům, čímž se kouli zabrání v pádu do žlábku. Této možnosti se využívá zejména, hrají-li i malé děti, které s udržením koule na dráze mívají velké problémy. Bumpery ovšem není možné využít při oficiálních soutěžních utkáních.
Povrch dráhy je z lakovaného dřeva, přičemž prvních 15 stop (cca 4,57 m) je vyrobeno z javorového dřeva (kvůli jeho schopnosti odolat nárazu nejtěžší, 16 librové koule) a zbytek je z borovice. Dráha je obvykle ošetřena olejem. Pro snazší míření jsou na dráze orientační body. Na začátku dráhy je obvykle osm teček (anglicky dots) a ve vzdálenosti 12 stop od čáry přešlapu je sedm šipek (anglicky arrows). Další čtyři řady teček jsou umístěny i v prostoru rozběžiště. Jak tečky, tak šipky jsou umístěny symetricky podle podélné osy dráhy.

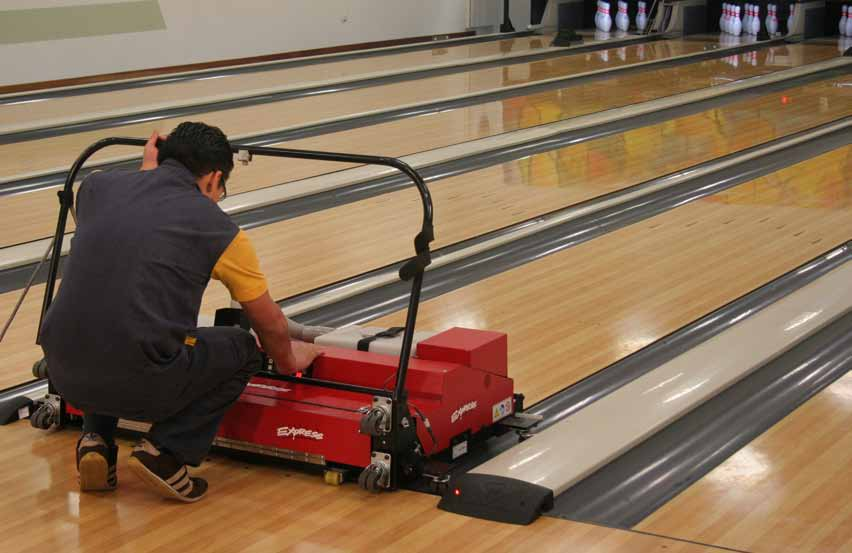
Mazací stroj před zahájením mazání dráhy

Ošetřování dráhy se provádí nanášením vrstvy minerálního oleje sloužící jako ochrana proti jejímu poškození, aby se dráha ochránila před vysokou teplotou, která vzniká při dopadu koule. Nanášení provádí pracovník bowlingové herny pomocí speciálního mazacího stroje, který nejprve setře olej stávající a pak nanese vrstvu novou. Přemazávání se na významných turnajích provádí buď po odehrání 24 her nebo po 3 hodinách hry. Vrstva se nenanáší po celé dráze rovnoměrně. To, jak je olej na dráze rozprostřen, určuje tzv. „mazací model“. Průměrná délka namazané plochy je 39 stop. Délka do 35 stop se považuje za krátké mazání a do 45 stop je mazání označováno za dlouhé. Každá herna má též svůj vlastní mazací model označovaný jako „house“, tedy domácí.
Mazání dráhy nemá na rovinné hraní bowlingu vliv. Avšak v případě reaktivního hraní, kdy hozená koule těsně před porážením kuželek vytočí oblouk, již způsob mazání vliv má. V takovém případě se totiž projevuje nejen délka namazaného úseku, nýbrž i tloušťka vrstvy namazaného oleje. Pokud je na dráze oleje příliš, je dráha moc rychlá (anglicky Fast Lane). V opačném případě, kdy je naneseno oleje málo, je dráha suchá (anglicky Dry lane). Rozdíl je i ve způsobu hraní, kdy na krátkém mazání se hraje spíš u žlábku, naopak u dlouhého mazání se hraje především středem, což zajistí, že koule skoro nezahýbá a do kuželek se stočí až těsně před nimi. Je to proto, že koule roztočená na oleji klouže, avšak na suché dráze zabírá, přilne k jejímu povrchu a následkem toho začne zahýbat. V hernách, kde je chladněji, drží olej na dráze více. Naopak tam, kde je tepleji, se olej vytahává dozadu a postupně se vydírá z dráhy, což vede k situaci, že koule klouže po dráze déle. Na vydřené dráze naopak koule začíná zahýbat dřív. Z důvodu měnění vlastností dráhy v průběhu delších zápasů jsou proto při významných soutěžích dráhy pravidelně čištěny a olejovány nejpozději po odehrání 24 her nebo po třech hodinách od předchozího mazání.
Setření stávající vrstvy oleje či nanesení vrstvy nové trvá přibližně dvě minuty. Mazací stroj je na začátek dráhy (v místě čáry přešlapu) umístěn obsluhujícím pracovníkem, avšak dále po dráze se již pohybuje samočinně pomocí elektrických motorků. Způsob mazání (tedy mazací model) má stroj naprogramován a počítač jej pak na příslušná místa dráhy umístí automaticky.

### Kuželky
Ke hře bowlingu je třeba deseti kuželek, které jsou před zahájením hry ustaveny na dráze do předepsaného trojúhelníkového obrazce. Jednotlivé pozice kuželek v bowlingu nemají – oproti hře kuželky – svá označení jmény. Identifikují se proto čísly od 1 do 10, přičemž kuželka číslo 1 stojí nejblíže k hráči a následně se v dalších řadách z pohledu hráče kuželky číslují zleva doprava, takže kuželka číslo 7 je v zadní řadě úplně vlevo a na druhém konci zadní řady je pozice číslo 10. Každá z kuželek je vysoká 15 palců ± 1/32 palce (380 až 382 mm). a v oblasti břicha, které je ve výšce 4,5 palce (114 mm) nad základnou, má průměr 4,755 až 4,797 palce (tedy od 121 do 122 mm). Vrchní část kuželky musí být jednotně zakulacena obloukem o poloměru 1,273 palce ± 1/32 palce (tedy 31,5 až 33 mm). Hmotnost kuželky se pohybuje v rozmezí od 3 liber a 6 uncí (tedy 1531 gramů) do 3 liber a 10 uncí (tedy 1645 gramů). Těžiště kuželky je v rozmezí 14,29 až 15,24 cm nad její základnou a musí umožnit její pád již při náklonu o 8 stupňů. Vyrobené jsou z tvrdého javoru nebo z plastu a na povrchu jsou potažené javorovým dřevem.

### Koule

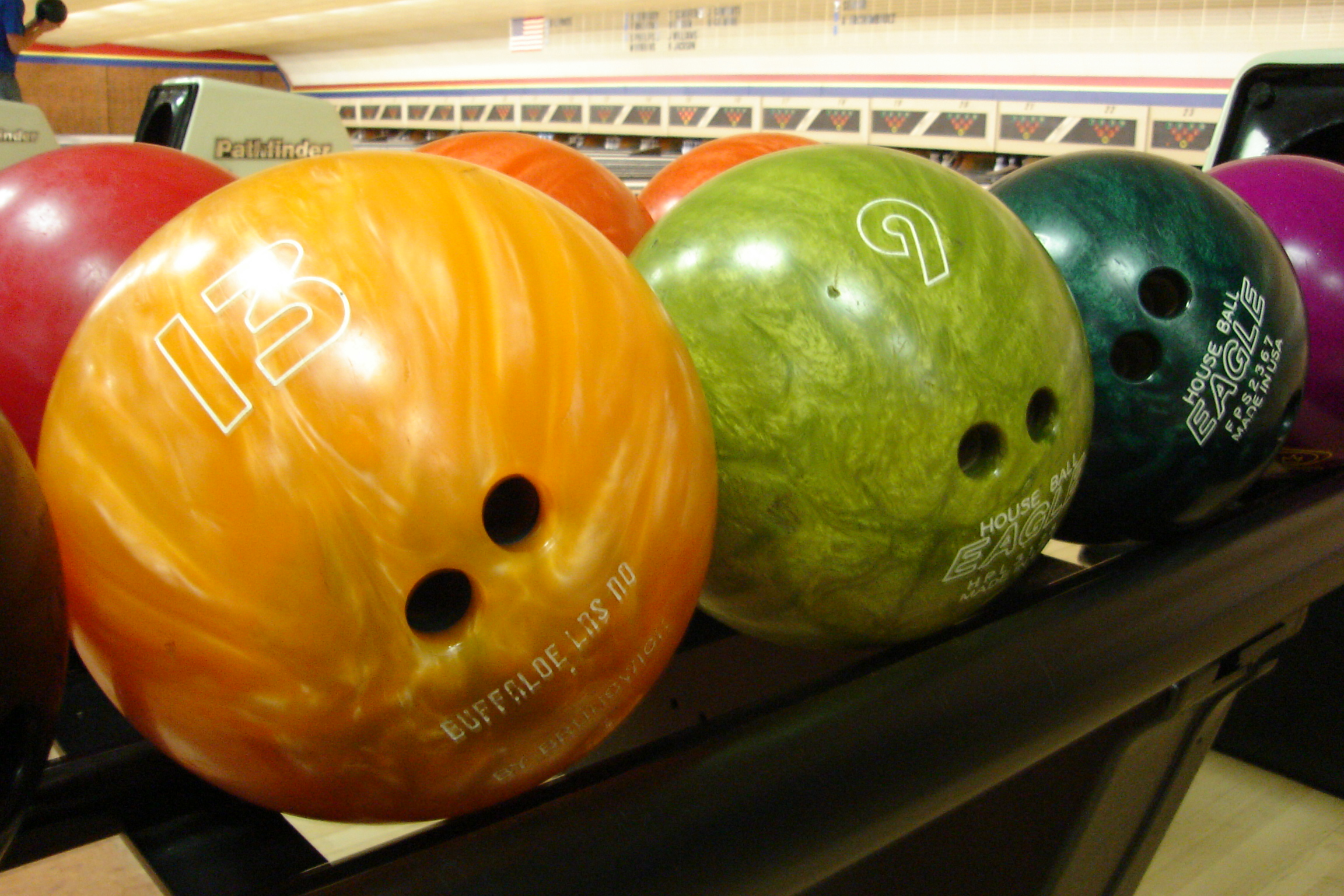
Bowlingové koule (na jejích površích je výrazným číslem uvedena jejich hmotnost v librách)

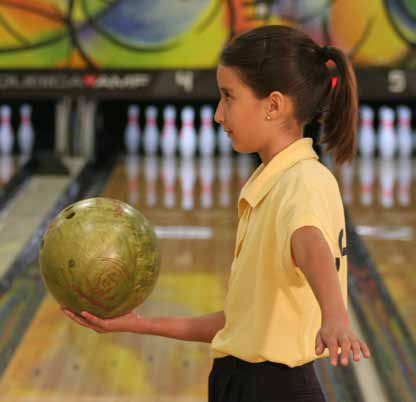
Zkouška vhodné hmotnosti bowlingové koule

Kuželky se sráží hozením tvrdé plastové koule, přičemž existují různě těžké koule (nejvyšší povolená hmotnost je 16 liber (tj. 7,25 kg, nejnižší není stanovena). Obvod bowlingové koule se musí pohybovat v mezích od 26,704 palce (tedy 678,3 mm) do 27,002 palce (tj. 685,8 mm), takže průměry koulí se pohybují v mezích od 8,500 palce (což jest 215,9 mm) do 8,595 palců (tj. 218,3 mm). Pro snadnější uchopení mají koule tři mělké otvory na prsty.
Původně se bowlingové koule vyráběly ze dřeva. Pak se používaly koule gumové. Ty se nejprve vyráběly z čisté gumy, když však ale Spojené státy na začátku čtyřicátých let vstoupily do druhé světové války, stala se čistá guma strategickou surovinou pro zbrojařský průmysl a pro bowlingové koule se začala používat guma syntetická. Mezi její největší výrobce tehdy patřily firmy Brunswick, Manhattan, Ace a Ebonite.
Na konci padesátých let 20. století se započalo s výrobou polyesterových koulí. Jejich výhodou je dlouhé držení směru po odhozu i možnost jejich vyvedení v různých barevných kombinacích. Posléze polyesterové koule zcela vytlačily koule gumové. Na počátku 80. let byla firmou AMF představena koule polyuretanová. Ta se i přes svou poměrně vysokou cenu velmi rychle rozšířila mezi hráče bowlingu a vytlačila předchozí typy koulí. Během poslední dekády 20. století se užívaly koule z reaktivního polyuretanu. Takové koule mají větší tření a lépe zajedou na hráčem zamýšlené místo. Na přelomu 20. a 21. století přišla firma Brunswick s koulemi z proaktivního polyuretanu. Ty jsou vyrobeny z polyuretanové pryskyřice obsahující malé krupičky. Takové koule umožňují hráčům snáze dosahovat strike (porazit všechny kuželky jedním hodem). Protože však jsou koule pórovitější, absorbují více oleje, kterým se profesionální dráhy mažou, a dráhy je tedy nutné častěji mazat.
Uvnitř koule je jádro, které stanovuje její hmotnost, a svým umístěním také určuje, jak koule dokáže na dráze zatočit. Koule pro rovinné hraní, jež po dráze běží v přímém směru, má jádro obyčejné, kulaté. Naproti tomu v koulích pro reaktivní hraní jsou umístěny speciální bloky, které posunou těžiště koule mimo její střed. S ohledem na skutečnost, že umístění jádra v reaktivních koulích není jednotné, je nutné, aby měl každý hráč svoji vlastní, „na míru“ udělanou kouli.
Koule pro rovinný bowling či dohazování, které jsou v hernách dostupné, jsou často různě zbarvené, a to tak, že každé hmotnosti (v hernách jsou obvykle k dispozici koule v hmotnostech 6 až 16 liber, přičemž hmotnost koule je výrazným číslem uvedena přímo na jejím povrchu) je přiřazena určitá barva. Tato barva však nemusí být v různých hernách stejná.
Pro výběr správné koule neexistuje jediné pravidlo. Platí jich více a je třeba je zkombinovat. Tělesná hmotnost hráče se převede na libry (jedna libra odpovídá 0,454 kg). Z této hodnoty se stanoví její jedna desetina a ta by měla určovat váhu vhodné koule v librách. U dětí platí, že jejich věk udává přímo librovou hmotnost koule. Pro určení vhodné hmotnosti koule lze také udělat test, kdy hráč natáhne před sebe ruku a do dlaně si položí kouli. Ta nesmí ruku stahovat dolů, ale zároveň nesmí být ani lehká.
Při pořizování nové koule je možné si pořídit koule dvě, aby hráč nemusel po prvním hodu čekat, než se mu koule vrátí zpět. V takovém případě je důležité, aby obě koule měly stejnou hmotnost.

### Obuv a oděv

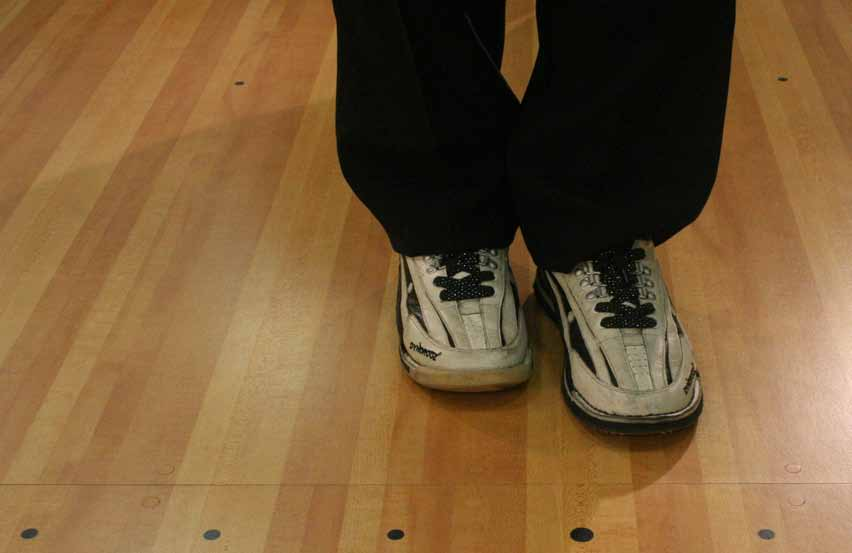
Příklad bowlingové obuvi

Bowlingová obuv je specifická tím, že její kožená podrážka je vpředu – v místě špičky – kluzká, oproti patě, která neklouže. Tato její vlastnost se využívá při poslední fázi odhodu bowlingové koule. Speciální boty jsou nutné také proto, aby při hře v běžných botách nedošlo k poškození povrchu v místech rozběhu. Pokud hráč vlastní bowlingové boty nemá, je obvykle možné si je v bowlingové herně zdarma nebo za poplatek půjčit. Jsou však i takové herny, kde speciální boty nejsou vyžadovány.
Pro hraní bowlingu není nutné specifické oblečení. Vhodnější jsou volnější oděvy, aby při hodech nedocházelo k jejich roztržení. Protože se bowling často hraje v halách, není potřeba se oděvem přizpůsobovat aktuálnímu počasí. Je možné si tak obléknout volné kalhoty (u žen i sukni či kalhotovou sukni) a tričko s krátkým či dlouhým rukávem či sportovní kalhoty s polokošilí. V letních měsících se tolerují i kraťasy. Naopak tepláky, i značkové, se nepovažují za vhodný bowlingový oděv. Při soutěžích je ovšem předpisovým oblečením tričko s límečkem a pro muže dlouhé kalhoty, resp. středně dlouhá sukně pro ženy.

### Ostatní vybavení
K dalšímu vybavení, které je možné u bowlingu využít, patří:
- pomůcky pro ruku a zápěstí (rukavice, proužky (tape) k obvázání hráčových prstů)[51][57]
- náhradní ponožky (v některých hernách jsou k dispozici i jednorázové hygienické)[54][58]
- vložky, jimiž se vyplní otvory v kouli, aby při odhodu lépe držela na ruce[55]
- puffball, tedy míček napuštěný práškem, který vysušuje ruce[51]
- utěrka a čističe ve spreji k setření oleje, jenž se na kouli dostává stěrem z čerstvě namazané dráhy[51][57]
- bowlingová taška[57]

## Princip hry a počítání bodů

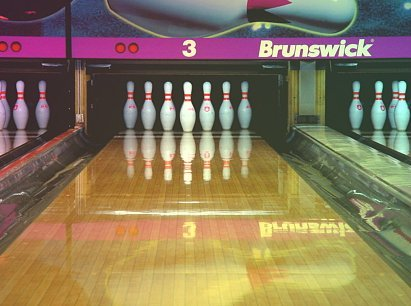
Pohled na dráhu s kuželkami v pozadí před započetím prvního hodu v rámci kola (tzv. frame)

Hra se skládá z deseti kol, někdy nazývaných „frame“. Snahou hráče je v každém z deseti kol porazit hozenou koulí všechny kuželky, které jsou na dráze postaveny. Pokud se to hráči nepovede jedním hodem, následuje ihned po prvním hodu (a případném odklizení poražených kuželek) hod druhý. Takto se hráči střídají postupně za sebou, než odehrají celý bowlingový zápas na dané dráze. Pokud hráč v posledním kole porazí po prvním, případně po druhém, hodu všech 10 kuželek, hází ještě dvakrát, resp. jednou, takže v desátém kole hází celkem třikrát. Po odehrání všech hráčů na dané dráze zápas končí a vítězem se stává ten hráč, který dosáhne v součtu nejvíce bodů. Body se započítávají za poražené kuželky v daném kole a v případě, že se hráči podaří porazit kuželky všechny, následují bodové bonifikace. Nejvyšší možný bodový zisk za celou hru je 300. Hře, v níž je dosažen, se říká „perfect game“.
Níže jsou popsány možné herní situace a u každé je uveden i příklad s vysvětlením počítání bodů. Příklad je uveden na ukázce tabulky se skóre (někdy nazývané „scoring list“), z níž je vždy zobrazen jen její začátek. Její struktura je:
1. řádek udává číslo kola (1 až 10)
2. řádek zobrazuje počet poražených kuželek (číslem či specifickým symbolem)
3. řádek ukazuje průběžný součet dosažených bodů v dané fázi hry

### Neporažení všech kuželek vjednom kole
V případě, že hráč ani po druhém hodu nesrazí všech 10 kuželek, započítá se hráči bodový zisk odpovídající počtu poražených kuželek.
| 1 | 1 | 2 | 2 | 3 | 3 | 4 | 4 |
| - | - | - | - | - | - | - | - |
| 1 | 6 |   |   |   |   |   |   |
| 7 |   |   |   |   |   |   |   |

V příkladu hráč v prvním kole porazil prvním hodem 1 kuželku a druhým hodem 6 kuželek, takže celkově se mu za dané kolo započítá 7 bodů (1 + 6).

### Žlábek nebo neporažení kuželek
Pokud koule neporazí žádné kuželky, protože buď spadla do žlábku, nebo je (při druhém hodu) minula, objeví se ve scoring listu symbol pomlčky.
| 1 | 1 | 2 | 2 | 3 | 3 | 4 | 4 |
| - | - | - | - | - | - | - | - |
| – | – | 5 | – |   |   |   |   |
| 0 | 0 | 5 | 5 |   |   |   |   |

V příkladě v prvním kole skončila koule v obou dvou hodech ve žlábku a neporazila tak žádnou kuželku. Proto se za toto kolo započítalo 0 bodů (0 + 0). Ve druhém kole shodil hráč prvním hodem 5 kuželek, avšak při druhém hodu spadla koule do žlábku, aniž by kteroukoliv ze zbylých kuželek porazila, nebo byla špatně mířená a žádnou ze zbylých kuželek neporazila. Proto se do scoring listu započetly pouze sražené kuželky, tedy 5 (5 + 0). V celkovém součtu má hráč po druhém kole 5 bodů (0 + 5).

### Spare
Spare představuje situaci, kdy hráč pomocí dvou hodů, které má v daném kole k dispozici, shodí všech 10 kuželek. Nezáleží přitom na konkrétním počtu kuželek shozených jednotlivými hody; podstatný je celkový počet kuželek shozený po druhém hodu. Za takové kolo se hráči počítá 10 bodů (za 10 sražených kuželek) a navíc se ještě připočítává počet sražených kuželek v následujícím hodu koulí. Ve scoring listu se místo počtu kuželek shozených druhým hodem zaznamená symbol lomítka.
| 1  | 1  | 2  | 2  | 3 | 3 | 4 | 4 |
| -- | -- | -- | -- | - | - | - | - |
| 3  | /  | 2  | 5  |   |   |   |   |
| 12 | 12 | 19 | 19 |   |   |   |   |

V příkladu hráč v prvním kole porazil prvním hodem 3 kuželky a druhým hodem 7 kuželek, které zbývaly. Dosáhl spare, a proto je místo 7 zobrazen symbol lomítka. V prvním hodu druhého kola porazil 2 kuželky a ve druhém hodu 5 kuželek. Celkový bodový součet se pro první kolo počítá coby počet bodů za první kolo plus počet kuželek poražených prvním hodem ve druhém kole, tedy 12 (10 + 2). Protože ve druhém kole hráč neshodil všechny kuželky, počítají se dosažené body v tomto kole sečtením poražených kuželek (2 + 5). Průběžný bodový součet po druhém kole je tudíž 19 (12 + 7).

### Strike
Strike je označení situace, kdy prvním hodem v kole hráč shodil všech 10 kuželek. Druhý hod se v takovém případě již nehází. Za toto kolo se hráči počítá 10 bodů (za 10 sražených kuželek) a k tomu se ještě připočítávají body získané během dvou následujících vypuštění koule. Ve scoring listu se místo počtu shozených kuželek zobrazí symbol X.
Dosažení dvou strike za sebou se někdy označuje jako „double strike“ (či jen „double“) a dosažení tří strike za sebou jako „triple strike“ („triple“ nebo „Turkey“). V roce 2001 dokázal Američan James Hylton shodit všechny kuželky, tedy zahrát strike, ve 36 hodech za sebou, čímž ustavil světový rekord.
| 1  | 1  | 2  | 2  | 3  | 3  | 4 | 4 |
| -- | -- | -- | -- | -- | -- | - | - |
| X  |    | 4  | 3  | 8  | 1  |   |   |
| 17 | 17 | 24 | 24 | 33 | 33 |   |   |

V příkladu hráč v prvním kole porazil prvním hodem všech 10 kuželek, čímž zaznamenal strike. V prvním hodu druhého kola porazil 4 kuželky a ve druhém hodu 3 kuželky. Ve třetím kole postupně porazil 8 kuželek prvním hodem a 1 kuželku druhým hodem. Celkový bodový součet se pro první kolo počítá jako počet bodů za první kolo plus počet kuželek poražených během následujících dvou hodů. Za první kolo tedy hráč získává 17 bodů (10 + 4 + 3). Vzhledem k tomu, že ve druhém kole neshodil hráč všechny kuželky, započítají se mu body odpovídající počtu poražených kuželek, tedy 7 (4 + 3). Průběžný bodový součet po druhém frame je tudíž 24 (17 + 7). Ve třetím kole hráč opět neporazil všechny kuželky, a tudíž jsou body počítány jako součet poražených kuželek, tedy 9 (8 + 1). Celkový průběžný součet po třetím kole tak je 33 (17 + 7 + 9).

### Faul
Faul znamená přešlap. Nastane ve chvíli, kdy hráč překročí čáru na začátku bowlingové dráhy. Přešlap je dnes hlídán automaticky (elektronicky). Body, které mohl hráč tímto hodem získat, se nepočítají. Pokud se přešlapu dopustil v prvním hodu daného kola, může házet ještě hod druhý.
| 1 | 1 | 2 | 2 | 3 | 3 | 4 | 4 |
| - | - | - | - | - | - | - | - |
| F | 8 |   |   |   |   |   |   |
| 8 |   |   |   |   |   |   |   |

V příkladu hráč v prvním kole zaznamenal v prvním hodu přešlap a počet shozených kuželek, byl-li nějaký, se mu tak neeviduje. Druhým hodem porazil 8 kuželek, a tak se mu za kolo počítá 8 bodů (0 + 8).

### Split

Příklad splitu – na dráze zůstaly pro druhý hod obě krajní kuželky v zadní řadě, tedy číslo 7 a 10

Split – lidově často parohy – označuje situaci, kdy po prvním vypuštění koule v daném frame je poražena jednak první kuželka a dále jedna nebo více kuželek mezi dvěma v řadě nebo před sebou stojícími kuželkami. Poražení všech zbylých kuželek druhým hodem je obtížné, avšak nikoliv nemožné. Split je ve scoring listu zvýrazněn zakroužkováním, orámováním či odlišným barevným provedením čísla vyjadřující počet sražených kuželek v hodu, v němž ke splitu došlo. Bodově však tato situace nijak zvýhodněna není.
| 1 | 1 | 2 | 2 | 3 | 3 | 4 | 4 |
| - | - | - | - | - | - | - | - |
| 7 | 2 |   |   |   |   |   |   |
| 9 |   |   |   |   |   |   |   |

V příkladu hráč v prvním kole porazil prvním hodem 7 kuželek a zároveň zaznamenal split. Druhým hodem tohoto kola porazil 2 kuželky, tudíž se mu celkově za daný frame započítá 9 bodů (7 + 2).

### Perfect game
Perfect game je označení pro hru, v níž hráč dosáhne nejvyšší možný bodový zisk, tedy 300 bodů. To znamená, že v každém z kol musí zahrát strike. Prvním hráčem, kterému se to v soutěžním zápase na území České republiky povedlo, byl Silvester Gyertyák v březnu 2003. Všechny perfect games v České republice byly zahrány s excentrickými koulemi. V rovinném bowlingu nikdo perfect game ještě na oficiálních akcích nedosáhl. Počítání bodů v perfect game dokumentuje tabulka níže:
| Frame | Frame  | Počet sražených kuželek | Počet bodů z frame                                                                 | Nasčítávání bodů |
| ----- | ------ | ----------------------- | ---------------------------------------------------------------------------------- | ---------------- |
| 1     | 1      | 10                      | 30 = 10 (z frame 1) + 10 (z frame 2) + 10 (z frame 3)                              | 30               |
| 2     | 2      | 10                      | 30 = 10 (z frame 2) + 10 (z frame 3) + 10 (z frame 4)                              | 60               |
| 3     | 3      | 10                      | 30 = 10 (z frame 3) + 10 (z frame 4) + 10 (z frame 5)                              | 90               |
| 4     | 4      | 10                      | 30 = 10 (z frame 4) + 10 (z frame 5) + 10 (z frame 6)                              | 120              |
| 5     | 5      | 10                      | 30 = 10 (z frame 5) + 10 (z frame 6) + 10 (z frame 7)                              | 150              |
| 6     | 6      | 10                      | 30 = 10 (z frame 6) + 10 (z frame 7) + 10 (z frame 8)                              | 180              |
| 7     | 7      | 10                      | 30 = 10 (z frame 7) + 10 (z frame 8) + 10 (z frame 9)                              | 210              |
| 8     | 8      | 10                      | 30 = 10 (z frame 8) + 10 (z frame 9) + 10 (z 1. hodu frame 10)                     | 240              |
| 9     | 9      | 10                      | 30 = 10 (z frame 9) + 10 (z 1. hodu frame 10) + 10 (ze 2. hodu frame 10)           | 270              |
| 10    | 1. hod | 10                      | 30 = 10 (z 1. hodu frame 10) + 10 (ze 2. hodu frame 10) + 10 (ze 3. hodu frame 10) | 300              |
| 10    | 2. hod | 10                      | 30 = 10 (z 1. hodu frame 10) + 10 (ze 2. hodu frame 10) + 10 (ze 3. hodu frame 10) | 300              |
| 10    | 3. hod | 10                      | 30 = 10 (z 1. hodu frame 10) + 10 (ze 2. hodu frame 10) + 10 (ze 3. hodu frame 10) | 300              |

### Clean game
Clean game označuje hru, při níž v každém z kol dosáhne hráč striku nebo alespoň spare, tedy že na konci kteréhokoliv z kol nezůstanou nějaké neporažené kuželky. Takto lze v součtu dosáhnout minimálně 100 bodů, a to v případě, že by hráč v každém z kol prvním hodem neshodil žádnou kuželku a druhým hodem porazil kuželky všechny.

## Průběh hry a technika hodu

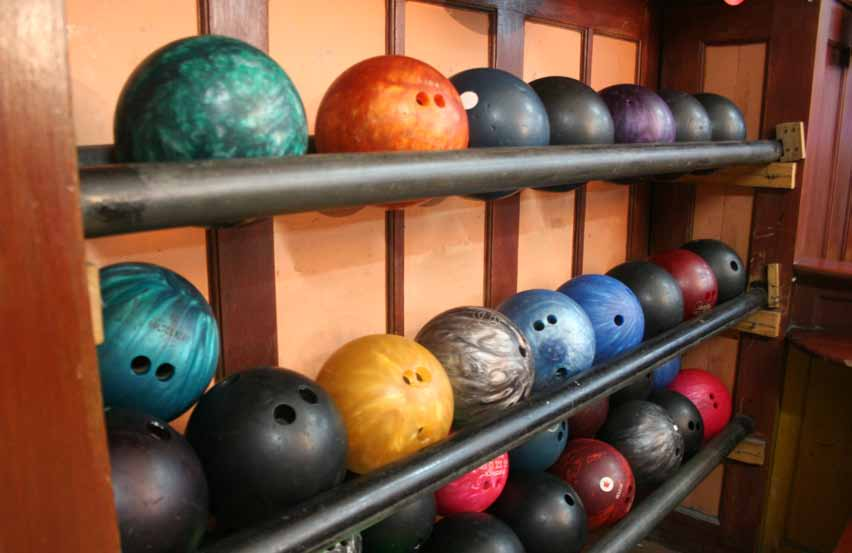
Držák bowlingových koulí v blízkosti dráhy

Pro amatérské či příležitostné hráče je možné si vybavení půjčit přímo v bowlingové herně. Před zahájením hry je nutné si od bowlera (pracovníka bowlingové herny) vyzvednout speciální boty – pokud nemá hráč vlastní – a současně je hráči určena dráha, na které bude své utkání hrát. Vhodnou bowlingovou kouli si hráč vybírá podle její hmotnosti. Pokud nejsou k dispozici v podavači koulí, nalezne hráč vhodnou kouli v držáku bowlingových koulí poblíž dráhy. Kouli drží praváci v pravé ruce a leváci v levé ruce. Uchopí se prsty tak, že do děr v povrchu koule se přirozeně zasune palec, prostředníček a prsteníček dané ruky, přičemž ukazováček a malíček spočívají na povrchu koule. Koule tedy musí dobře padnout do ruky.

### Hod

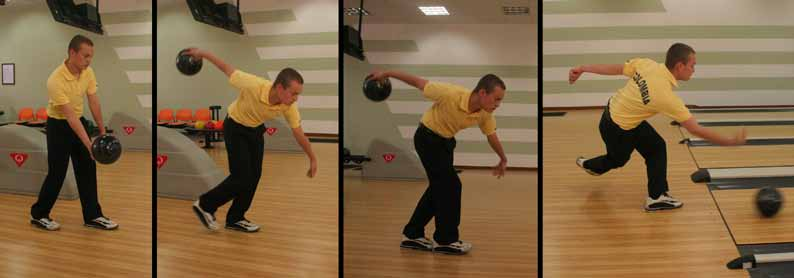
Rozfázování odhozu koule

Před hodem je důležité se ke kuželkám postavit čelem, srovnat tělo i ramena a narovnat se. Před vypuštěním koule je vhodný krátký rozběh, protože hraní z místa není tak přesné. Správným rozběhem získá koule dostatečnou energii a lze tak i snáze trefovat kuželky na konci dráhy. Důraz je kladen na plynulost a přesnost hodu. Není proto snahou hráče hodit koulí co nejrychleji.
Hráč se rozbíhá v přímce se zamýšleným směrem odhodu, čímž se napomáhá přesnějšímu zasažení zvoleného cíle. Přímému směru odhodu a lepšímu míření napomáhají i různobarevné parkety na bowlingové dráze. Při hodu, jehož popis je uveden z pohledu praváka, se pravou nohou vykročí vpřed a současně s ní se vychýlí pravá ruka s koulí směrem vpřed. Během druhého kroku se koule vychyluje dozadu a snaží se o velké kyvadlo. Rovnováha se případně udržuje upažením levé ruky. Při dalším kroku se koule nachází v horní úvrati a vrací se zpět, přičemž ruka, která kouli drží, je stále napřažená a neohýbá se. V posledním kroku se levá noha mírně sklouzne a ruka s koulí míjí tuto nohu. Koule se pak nechá samovolně oddělit od ruky, která ji držela, a sleduje tak dále zamýšlený směr pohybu. Aby koule nemohla být vlivem nárazu o pravou nohu vychýlena z uvažovaného směru, zanoží se tato noha za levou nohu. Vhodné je kouli odhazovat za palcem (kam jde palec, tam jde i koule, neboť nastavení palce obvykle určuje směr běhu koule), čímž se zajistí vyšší přesnost hraní.

### Dohoz
Pokud hráč v prvním hodu framu nesrazí všechny kuželky, snaží se druhým hodem srazit zbývající. Druhý hod se často označuje jako „dohoz“. Úspěšné provedení dohozů je důležité, neboť bez nich není možné docílit vysokých hodnot v součtu bodů za hru. Rozeznávají se tři možné způsoby provedení dohozu:
1. hráč vypouští kouli ze stejného místa jako v prvním hodu framu a případné vychýlení přímého směru provede natočením palce
2. hráč hází po parketě, tedy tak, aby koule běžela po té parketě, na níž stojí zbylá kuželka. To se může zdát obtížné, protože koule – pokud se míří na krajní kuželky vzadu (tedy číslo 7 nebo 10) – může při špatném zamíření snadno spadnout do žlábku
3. dohazování křížem, tedy diagonálně, přes celou dráhu

Poslední způsob je sice doporučován začátečníkům, avšak volba optimálního způsobu dohazování záleží na každém hráči a je možné jej i obměňovat v závislosti na konkrétním rozestavení dohazovaných kuželek.

### Nešvary a nesportovní chování

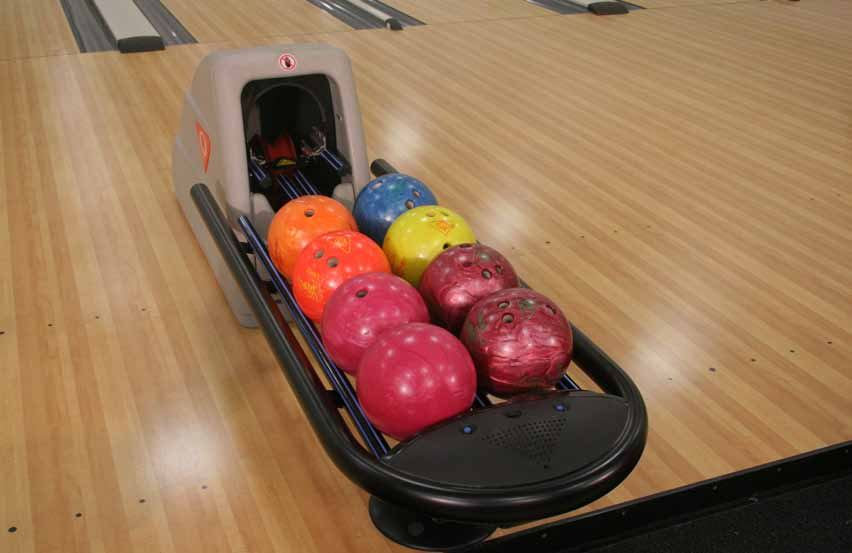
Koule v podavači koulí u bowlingové dráhy

U některých bowlingových hráčů může docházet k nešvarům či nesportovnímu chování, kterým znepříjemňují hru ostatním hráčům:
- Při bowlingu není (z důvodu obtěžování spoluhráčů) vhodné kouření.[36]
- Není vhodné mít v podavači koulí příliš mnoho bowlingových koulí. Každému hráči stačí obvykle jedna koule. Při přebytečném počtu koulí v podavači hrozí jejich vypadnutí z podavače a vypadnuvší koule může i zranit.[73]
- Podrážky bot se neupravují a ani neotírají (například mokrým hadříkem či olejem). Stejně tak se na boty nenanáší vrstva mastku, aby boty lépe klouzaly. Jejich úprava je zakázaná.[70][78]
- Při hře není vhodné jíst, neboť na prstech ulpívá špína z koule, a současně se také mohou zbytky jídla dostat do otvorů v kouli.[58]
- Při výběru koule v podavači není vhodné na kouli sahat přímo prsty rukou, zvláště pak ne těmi prsty, jimiž hráč kouli drží během hry. Dráhy jsou v bowlingových centrech ošetřeny olejem a olej se přenáší i na koule a následně i na ruce. Tím se ztíží držení koule (z naolejovaných prstů koule snáze vypadne). Vhodnější je pomoci si při otáčení koule druhou rukou nebo kouli otáčet pomocí dlaně a prsty se snažit nedotýkat se povrchu koule.
- Nápoj ve sklenici či v otevřené lahvi není vhodné umisťovat během bowlingového zápasu na stolek u dráhy neboť vylitá tekutina může znečistit oděv či stůl a v případě pádu na zem se mohou skleněné věci rozbít. Navíc v potřísněných botách se obtížně hraje.[69]
- Během hodu nesmí být hráč nijak rušen či rozptylován (například vstupem jiného hráče v době odhodu do hracího prostoru). Hráči mají zakázáno sedat na svod či zásobník podavače bowlingových koulí a nesmějí se ani chovat v rozporu s běžnými pravidly společenského chování. Nevhodné je též zdržování hry (kupříkladu nepřiměřeným a neopodstatněným oddalováním hodu koulí nebo nepřipravením se k hodu ve stanoveném pořadí).[79]

## Bowlingové turnaje a soutěže

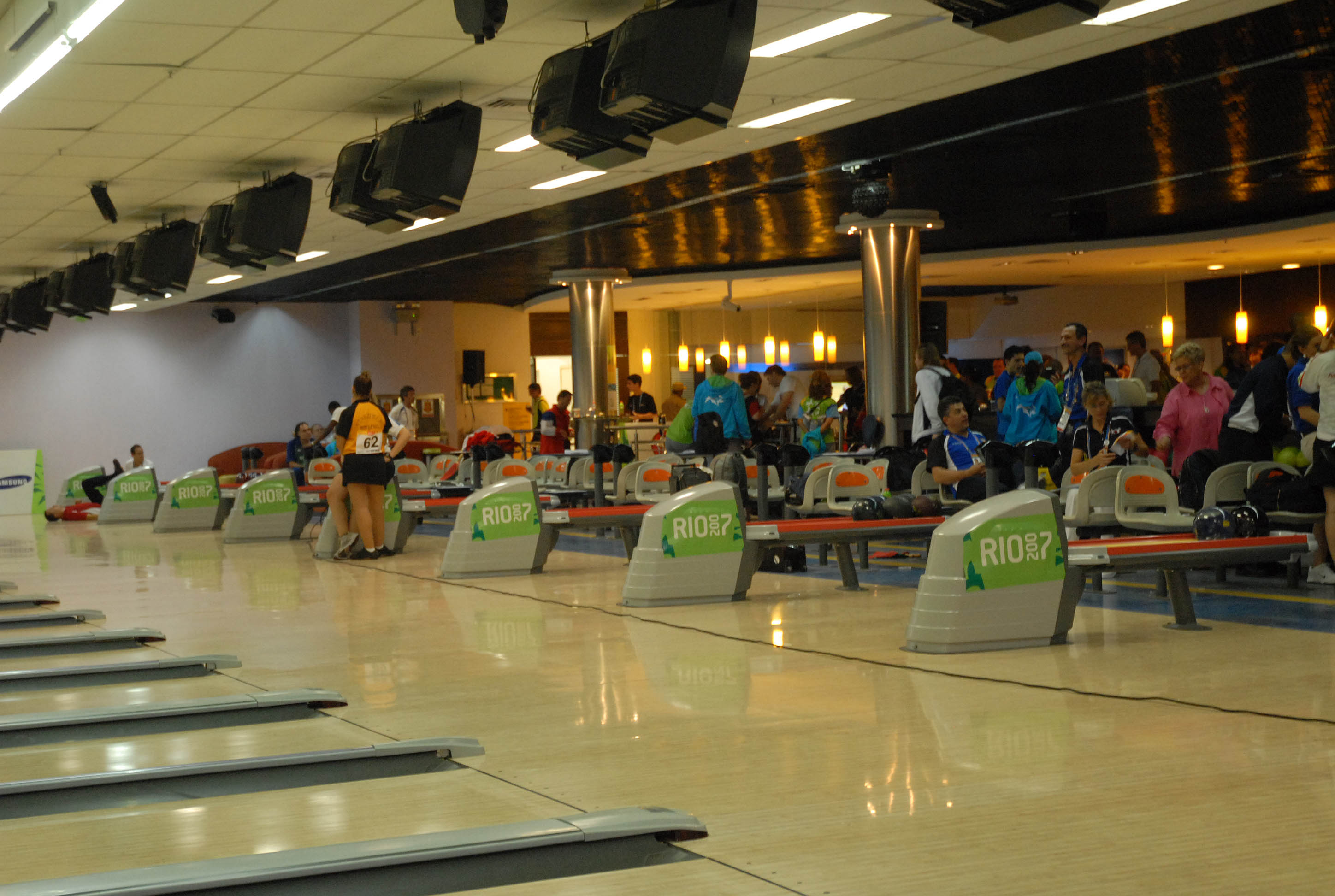
Momentka z bowlingového turnaje

Své bowlingové umění si mohou hráči vzájemně porovnávat v turnajích, které jsou pořádány buď samotnými hráči, jednotlivými hernami (pro jejich hráče) nebo – u regionálních, celostátních či světových soutěží – speciálními organizátory. Oficiální turnaje se pořádají pro jednotlivce, dvojice a tří či pětičlenné týmy. V některých (neoficiálních) soutěžích jsou ženám, pro srovnání výkonu s muži, započítávány určité bonusy, tzv. „handicapy“. V takovém případě jsou jim před zahájením hry připočítány body navíc, takže hru zahajují již s bodovým základem a nikoliv s nulou, jak je to běžné.
V České republice jsou hráči sportovního bowlingu registrováni a licencováni u České bowlingové asociace. Ta je členem mezinárodních bowlingových uskupení Evropské bowlingové federace a Světové bowlingové asociace.
Pro nejlepší hráče světa je pořádáno mistrovství světa v bowlingu (označované „QubicaAMF World Cup“). Pořádá se od roku 1965 vždy na jednom místě. Nejprve v mistrovství soutěžili pouze muži, ale od roku 1972 se soutěže účastní i ženy. Z každé země se může turnaje účastnit pouze jeden reprezentant a jedna reprezentantka. Prvního turnaje se zúčastnilo 20 hráčů a jeho vítězem se stal Lauri Ajanto z Finska. První vítězkou byla Mexičanka Irma Urrea. Postupně počet účastníků narůstal a v roce 2011 byl již 81 mužů a 69 žen.
Od roku 1962 se koná bowlingové mistrovství Evropy. V počátcích se konalo nepravidelně (po dvou až pěti letech), ale od poloviny první dekády 21. století se šampionát koná pravidelně, a to v lichých letech (počínaje rokem 2005) mužským turnajem a v sudých letech (od roku 2006) turnajem žen. Prvním vítězem byl Tauno Niemeinen z Finska a vítězkou Maire Rautakoski taktéž z Finska. Vedle tohoto turnaje byly či jsou s různou pravidelností i délkou trvání pořádána mistrovství týmů o dvou, třech, čtyřech, pěti, šesti či osmi hráčích.
Weber Cup, soutěž pojmenovaná po Dicku Weberovi (jednom z nejlepších hráčů bowlingu v USA a členovi síně slávy), je klání podobné golfovému Ryder Cupu, protože se v něm utkává výběr Spojených státu amerických proti výběru Evropy. Reprezentace čítaly pět hráčů (od roku 2010 však byl počet snížen na čtyři) a utkávají se v zápasech jednotlivců, dvojic i celých týmů. První ročník se hrál v roce 2000 v polské Varšavě a od té doby se koná pravidelně každým rokem v Anglii. Za vítězství se uděluje jeden bod a do roku 2006 bylo vždy sehráno 35 zápasů, přičemž vítězem byl ten tým, který dříve získal 18. bod. Od roku 2007 byl počet zápasů snížen na 33 a vítězí tým, jenž dříve dosáhne 17 bodů. Po dosažení této mety se již zbývající zápasy nedohrávají.
V Česku se od roku 1997 hraje mistrovství republiky. Tehdy hráči soutěžili pouze v kategoriích jednotlivců mužů a žen. Vítězi byli Vladimír Trčka starší mezi muži a Irena Kolářová mezi ženami, oba členové týmu 1. BC Děčín. Postupně počet kategorií narůstal, až po juniory do devíti, dvanácti, patnácti a osmnácti let, dále kadety, jednotlivce, dvojice, družstva a seniory rozdělené do kategorií podle jejich věku. To vše ještě zvlášť pro každé pohlaví a u dvojic navíc ještě v mixu.
Vedle mistrovství republiky se v České republice hraje ještě Bowlingová liga, která je určena družstvům. Na celostátní úrovni se hraje extraliga mužů a žen, tedy nejvyšší soutěž, dále I. liga a divize. Následně jsou v hierarchii 1. až 3. regionální bowlingová liga a případně též ještě místní bowlingová liga. Počet regionálních a místních lig závisí na počtu celků z dané oblasti, které se soutěží chtějí účastnit. Mezi ligami je možný postup do soutěže vyšší i sestup směrem opačným. Junioři hrají 1. nebo 2. ligu.
Pro rekreační hráče bowlingu je určena Amatérská bowlingová liga. Soutěž je rozdělena na několik výkonnostních stupňů (1. liga, 2. liga, 3. liga, přebory a divize) a hraje se vždy jedno pololetí. Po jarním kole je soutěž uzavřena a následujícího půl roku se hraje podzimní kolo, které je opět samostatnou soutěží. Družstva hrají své zápasy pouze v regionu, z něhož pocházejí. Na závěr sezóny se pak nejlepší utkávají v mistrovství jednotlivců a družstev.